# TIGIT
TIGIT (англ. T-cell immunoreceptor with Ig and ITIM domains) – білок, який кодується однойменним геном, розташованим у людей на 3-й хромосомі. Довжина поліпептидного ланцюга білка становить 244 амінокислот, а молекулярна маса — 26 319.
| 10         |  | 20         |  | 30         |  | 40         |  | 50         |
| ---------- |  | ---------- |  | ---------- |  | ---------- |  | ---------- |
| MRWCLLLIWA |  | QGLRQAPLAS |  | GMMTGTIETT |  | GNISAEKGGS |  | IILQCHLSST |
| TAQVTQVNWE |  | QQDQLLAICN |  | ADLGWHISPS |  | FKDRVAPGPG |  | LGLTLQSLTV |
| NDTGEYFCIY |  | HTYPDGTYTG |  | RIFLEVLESS |  | VAEHGARFQI |  | PLLGAMAATL |
| VVICTAVIVV |  | VALTRKKKAL |  | RIHSVEGDLR |  | RKSAGQEEWS |  | PSAPSPPGSC |
| VQAEAAPAGL |  | CGEQRGEDCA |  | ELHDYFNVLS |  | YRSLGNCSFF |  | TETG       |

A: Аланін

C: Цистеїн

D: Аспарагінова кислота

E: Глутамінова кислота

F: Фенілаланін

G: Гліцин

H: Гістидин

I: Ізолейцин

K: Лізин

L: Лейцин

M: Метіонін

N: Аспарагін

P: Пролін

Q: Глутамін

R: Аргінін

S: Серин

T: Треонін

V: Валін

W: Триптофан

Задіяний у такому біологічному процесі, як альтернативний сплайсинг. 
Локалізований у клітинній мембрані, мембрані.